# Multilineaire afbeelding
In de wiskunde is een multilineaire afbeelding een afbeelding van meer veranderlijken die lineair is in elk van de veranderlijken. Het begrip lineair veronderstelt dat er bewerkingen optelling en scalaire vermenigvuldiging gedefinieerd zijn, zodat de onderliggende verzamelingen meestal vectorruimten of op zijn minst modulen zijn.

## Definitie
Zij {\displaystyle R} een commutatieve ring en {\displaystyle V_{1},\ldots ,V_{n},W} modulen over {\displaystyle R}. Een afbeelding
{\displaystyle f:V_{1}\times \ldots \times V_{n}\to W}
van het cartesisch product van de modulen {\displaystyle V_{i}} naar het moduul {\displaystyle W} heet multilineair of een {\displaystyle n}-lineaire afbeelding, als voor elke {\displaystyle i} en alle {\displaystyle v_{k}\in V_{k},v'_{i}\in V_{i}} en alle scalairen {\displaystyle \alpha ,\beta \in R}
{\displaystyle f(v_{1},\ldots ,v_{i-1},\alpha v_{i}+\beta v'_{i},v_{i+1},\ldots ,v_{n})=\alpha f(v_{1},\ldots ,v_{i-1},v_{i},v_{i+1}\ldots ,v_{n})+\beta f(v_{1},\ldots ,v_{i-1},v'_{i},,v_{i+1}\ldots v_{n})}
Deze eis houdt in dat {\displaystyle f} lineair is in elk van haar {\displaystyle n} argumenten.
In veel gevallen zal de ring {\displaystyle R} een lichaam/veld zijn en de modulen vectorruimten over {\displaystyle R}.
De definitie kan op analoge wijze uitgebreid worden tot families {\displaystyle \{V_{i};i\in I\}} van modulen over {\displaystyle R} geïndiceerd door de indexverzameling {\displaystyle I}.

## Bijzondere gevallen
Een multilineaire vorm is een multilineaire afbeelding waarbij het doelmoduul {\displaystyle W} de ring {\displaystyle R} zelf is.
Een bilineaire afbeelding is een multilineaire afbeelding op een product van precies twee modulen. Analoog spreekt men soms van trilineaire, quadrilineaire, ... afbeeldingen.

## Voorbeeld
De determinant van een vierkante {\displaystyle n\times n}-matrix kan worden opgevat als een n-lineaire vorm op de kolommen.
Bekijk de algemene {\displaystyle 3\times 3}-determinant
{\displaystyle {\begin{vmatrix}a&b&c\\d&e&f\\g&h&i\end{vmatrix}}=aei-afh-bdi+bfg+cdh-ceg}
Als we alle 9 elementen van de matrix afzonderlijk verdubbelen, krijgen we niet het dubbele maar het achtvoudige van de oorspronkelijke determinant omdat elk van de termen in het rechterlid met 23 wordt vermenigvuldigd. De determinant is dus geen lineaire vorm op de ruimte der {\displaystyle 3\times 3}-matrices.
Als we evenwel slechts de 3 elementen van één kolom verdubbelen, verdubbelt ook de determinant, en in het algemeen geldt voor willekeurige getallen {\displaystyle \alpha _{1}} en {\displaystyle \alpha _{2}}:
{\displaystyle {\begin{vmatrix}\alpha _{1}a_{1}+\alpha _{2}a_{2}&b&c\\\alpha _{1}d_{1}+\alpha _{2}d_{2}&e&f\\\alpha _{1}g_{1}+\alpha _{2}g_{2}&h&i\end{vmatrix}}=\alpha _{1}{\begin{vmatrix}a_{1}&b&c\\d_{1}&e&f\\g_{1}&h&i\end{vmatrix}}+\alpha _{2}{\begin{vmatrix}a_{2}&b&c\\d_{2}&e&f\\g_{2}&h&i\end{vmatrix}}}
met analoge gelijkheden voor de tweede en de derde kolom. Dit betekent dat de determinant een trilineaire vorm is op de ruimte der 3-kolommen.

## Verschil met sesquilineair
Als we voor {\displaystyle R} het lichaam der complexe getallen nemen (zodat {\displaystyle W} en {\displaystyle V_{i}} complexe vectorruimten zijn), dan is naast het begrip bilineaire afbeelding ook dat van sesquilineaire afbeelding nuttig en courant. Een sesquilineaire afbeelding is weliswaar lineair in de eerste component, maar toegevoegd lineair in de tweede component.